# دلار نقره‌ای صد ساله آیزنهاور
دلار نقره‌ای صد ساله آیزنهاور (انگلیسی: Eisenhower Centennial silver dollar) یک سکه یادبود ایالات متحده آمریکا است که در سال ۱۹۹۰ برای جشن صدمین سالگرد تولد ژنرال/رئیس‌جمهور دوایت دی. آیزنهاور ضرب شد. این سکه را نباید با دلار آیزنهاور یا سکه‌های ریاست جمهوری آمریکا که سکه‌های رایج آمریکایی بودند، اشتباه گرفت.